# 1588
1588 (MDLXXXVIII) a fost un an bisect al calendarului gregorian, care a început într-o zi de vineri.

## Evenimente
- Flota engleză învinge invincibila armada a Spaniei.

## Nașteri
- 5 aprilie: Thomas Hobbes, filosof englez (d. 1679)
- 15 decembrie: Adolf Frederick I, Duce de Mecklenburg-Schwerin (d. 1658)

## Decese
- 4 aprilie: Frederick al II-lea al Danemarcei, 53 ani (n. 1534)